# Calliactis algoaensis
Calliactis algoaensis är en havsanemonart som beskrevs av Oscar Henrik Carlgren 1938. Calliactis algoaensis ingår i släktet Calliactis och familjen Hormathiidae. Inga underarter finns listade i Catalogue of Life.